# Bánk bán
Bánk bán är en tragisk opera i tre akter av den ungerske kompositören Ferenc Erkel. Librettot skrevs av Béni Egressy och baserades på József Katonas pjäs med samma namn. Berättelsen kretsar kring mordet på drottning Gertrúd, hustru till kung Andreas II 1213. Operan hade urpremiär på Pesti Nemzeti Magyar Szinház i Pest den 9 mars 1861.

## Historia
Den österrikiska censuren förbjöd Katonas drama fram till 1860. I operan kontrasteras Bánk báns tragedi genom framställningen av de främmande härskarnas lättsinne och genom skildringen av den förtryckta ungerska befolkningens elände. För den ungerska publiken använde Erkel en melodik som var hämtat från 1700-talets folkliga dansmusik verbunkos och skapade med cimbalom, viola d'amore och flöjt (akt II och III) en förtrollande nationell klangatmosfär.

## Handling
Operan utspelar sig i Ungern 1213, under en tid då riket till följd av undermåligt styre höll på att splittras. Huvudperson är Bánk, ställföreträdare för kungen. (Ordet bán är en titel för en hög ämbetsman i kungens tjänst.)
Akt 1
Kung Andreas II är ute i krig och har lämnat landet vind för våg i adelsmännens händer, som är på god väg att dela upp riket mellan sig. Drottning Gertrúd, som själv inte är ungrare, står värd för festligheter på slottet, där de flesta gäster är utlänningar. Samtidigt reser den oroade bán Bánk, kungens ställföreträdare, runt i landet och beskådar folkets elände.
Under en fest på slottet uttrycker Otto, drottningens yngre bror, sin avsikt att försöka förföra Bánks vackra hustru Melinda. Samtidigt börjar en grupp arga ungerska adelsmän, anförda av bán Petur, planlägga en konspiration mot drottningen, då de är oroliga för landets framtid – och för Melindas heder. Petur har låtit sända efter Bánk, i hopp att han ska ansluta sig till konspirationen. När Bánk återvänder blir han ursinnig över att hans vänner vänt sig mot kungamakten, men när Petur berättar för honom om Ottos närmanden på Melinda lovar Bánk att han ändå ska delta i konspiratörernas möte. 
Akt 2

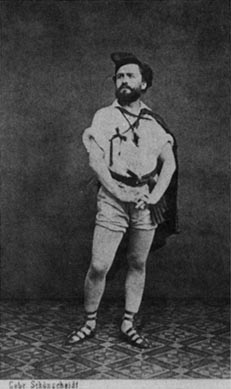
Den ungerske sångaren Jozef Ellinger i Bánk bán ca 1861.

Bánk är djupt oroad för sitt fosterland. Han söker avskildhet i slottskapellet och beklagar sig inför Gud över landets situation. Utanför slottet möter han Tiborc, en gammal bonde, som beklagar sig över den fattigdom som hela landet drabbats av, som konsekvens av utlänningarnas extravaganta leverne. Bánk är dock så självupptagen av sin egen situation att han inte tar till sig vad den gamle mannen säger. Tiborc avslöjar att han en gång räddat Bánks liv i ett slag en gång för länge sen. Bánk känner då igen Tiborc, och lovar att göra vad han kan för att bistå den gamle mannen. 
Drottningens bror Otto försöker under uppmuntran av sin syster att förföra Melinda, dock utan framgång. Han begår då en drastisk åtgärd: han drogar Melinda och våldför sig sedan  på henne. Förtvivlad söker Melinda upp sin make Bánk, halvt vansinnig av skammen hon bär på efter att ha blivit skändad. Bánk blir först utom sig av sorg över det inträffade, och fäller en fruktansvärd förbannelse över sin hustru, inför deras lilla son, men tar sig sen samman inför det oskyldiga gossebarnet, och tröstar sin hustru. Han ber Tiborc att föra Melinda och sonen till deras eget hem, ett slott i östra Ungern, bortom floden Tisza. 
I kungssalen ställer Bánk drottningen till svars för hennes utsvävande leverne, för att folket blivit fattigare och för den heder hans hustru berövats. Drottning Gértrud går till motvärd med nedlåtande uttalanden och drar dessutom en dolk. Bánk lyckas vrida dolken ur hennes hand, och drottningen  blir dödligt sårad under handgemänget. Bánk upphäver en klagosång över det inträffade. 
Akt 3
Tiborc når Tiszas strand med Melinda och det lilla barnet. Melinda har blivit allt instabilare efter våldtäkten och i ett utslag av vansinne kastar hon sig i flodens vatten och tar barnet med sig. Den gamle Tiborc, som bevittnar händelsen, är oförmögen att göra något åt situationen.
Kungen återkommer till slottet. Vid sin drottnings bår begär han av den samlade adeln att få en redogörelse för hur mordet gick till. De nekar enhälligt till att ha något med drottningmordet att göra. Bánk, däremot, erkänner att han avsiktligt bragt henne om livet, då han är övertygad om hennes skuld i såväl landets som Melindas öde, en skuld som han anser att samtliga närvarande är medveten om. Kungen och Bánk drar sina svärd och förbereder sig för strid, men i det ögonblicket anländer Tiborc med Melindas och barnets döda kroppar. Bánk släpper sitt svärd och faller sorgtyngd på knä inför sin döda hustru och deras son. Han vänder sig till kungen och säger att detta borde vara straff nog. Adelsmän och tjänstefolk ber för frid över de döda.

## Kända arior
- Hazam, hazam (ung. "Mitt land, mitt land"), Bánks beklagan över landets tillstånd i början av akt 2
- Den så kallade Vansinnesarian, Melindas aria innan hon dränker sig i floden. Akt 3.

## Roller
| Rollfigur                          | Stämma      | Roller vid urpremiären 9 mars 1861 (Dirigent: Ferenc Erkel) | Inspelningen från 1969 (Dirigent: János Ferencsik) | Inspelningen från 2001 (Dirigent: Támás Pál) | Inspelningen från 2011 (Dirigent: Domonkos Héja) |
| ---------------------------------- | ----------- | ----------------------------------------------------------- | -------------------------------------------------- | -------------------------------------------- | ------------------------------------------------ |
| Andreas II Kung av Ungern          | baryton     | Louis von Bignio                                            | Sándor Sólyom-Nagy                                 | Kolos Kováts                                 | Támas Busa                                       |
| Gertrud, hans drottning            | mezzosopran | Zsófia Hofbauer                                             | Erzebet Komlossy                                   | Eva Marton                                   | Gyöngyi Lukács                                   |
| Prins Otto, Gertrúds bror          | tenor       | Albert Telek                                                | József Réti                                        | Dénes Gulyás                                 | Attila Fekete                                    |
| Bánk bán, kungens ställföreträdare | tenor       | József Ellinger                                             | József Zimándy                                     | Attila Kiss B.                               | János Bándi                                      |
| Melinda, Bánks hustru              | sopran      | Cornélia Hollósy                                            | Karola Ágay                                        | Andrea Rost                                  | Ingrid Kertesi                                   |
| Petur bán, adelns ledare           | baryton     | Karóly Köszeghy                                             | András Faragó                                      | Sándor Sólyom-Nagy                           | Mihály Kálmándi                                  |
| Tiborc, åldrad bonde               | baryton     | Mihály Füredy                                               | György Melis                                       | Lajos Miller                                 | Béla Perencz                                     |
| Biberach, riddare och äventyrare   | baryton     |                                                             | András Rajna                                       | Attila Réti                                  | Csaba Szegedi                                    |
| En kunglig officer                 | tenor       |                                                             | Imre Jóky                                          |                                              |                                                  |
| Fanbärare                          | baryton     |                                                             | András Rajna                                       |                                              |                                                  |

## Inspelningar
Det finns flera inspelningar av Bánk bán. De fem versionerna som nedan redovisas skiljer sig lite åt. Skälet till det är att operan bearbetat flera gånger av andra kompositörer på 1900-talet, och olika varianter av operan har därför spelats in. Inspelningen från 2011 är dock ett återställande av originalversionen, och den version som ligger till grund för nutida uppsättningar på operan i Budapest.
| År   | Orkester och dirigent                                                                                        | Solister | Skivmärke och format |
| ---- | --- | --- | --- |
| 1956 | Budapests filharmoniska orkester och Ungerska statsoperans kör; Vilmos Komor (dirigent).                     | László Jámbor, Rózsi Delly, László Külkei, József Joviczky, Júlia Osváth, Jánoz Fodor, György Melis, György Radnai, József Bódy, Miklós Tóth. Inspelad på Erkelteatern | LP: Qualiton HLPX 150-52 (trippelalbum) (1956) LP: Qualiton LPX 1109 (Urval, en LP-skiva)                                  |
| 1969 | Budapests filharmoniska orkester och Ungerska statsoperans kör; János Ferencsik (dirigent).                  | András Faragó, András Rajna, György Melis, László Palócz, Sándor Sólyom-Nagy, József Simándy, Karola Ágay, Erzsébet Komlóssy, József Réti, Imre Jóky | LP: Hungaroton LPX11376 - 78 (trippelalbum) (1969) CD: DANACORD (dubbel-CD) (1986) CD: Hungaroton Classic (dubbel-CD) 1994 |
| 1993 | Hungarian Festival Chorus och Budapestsymfonikerna; Géza Oberfrank (dirigent).                               | János Gurbán (Andreas II), Eva Marton (drottning Gertrud), Tamás Daróczy (Ottó), András Molnár (Bánk bán), Ingrid Kertesi (Melinda), István Gáti (Tiborc), Mihály Kálmándi (Petur bán), Csaba Airizer (Biberach), Attila Fülöp (kunglig officerare), Pál Oberfrank (soldat). Inspelad 12-22 september 1993 på Alpha Line Studio vid Italienska institutet i Budapest | CD: Alpha Line Records ALR 005-07 (trippel-CD)                                                                             |
| 2001 | Orchestra of the Hungarian Millennium, Honvéd Men’s Chorus, Hungarian National Chorus; Támás Pál (dirigent). | Kolos Kováts (Andreas II), Eva Marton (Drottningen), Dénes Gulyás (Ottó), Attila Kiss B. (Bánk Bán, kungens ställföreträdare), Andrea Rost (Melinda), Lajos Miller (Tiborc, en bonde), Sándor Sólyom-Nágy (Petur Bán, adelsmännens ledare), Attils Réti (Biberach, riddare), Bence Asztalos (Sólom Mester). Inspelad 13-19 mars 2001, Phoenix Studio, Budapest       | CD: Warner Music Hungary 0927 44606 (dubbel-CD)                                                                            |
| 2011 | Hungarian State Opera Chorus and Orchestra; Héja Domonkos (dirigent).                                        | Tamás Busa, Gyöngyi Lukács, Attila Fekete, János Bándi, Ingrid Kertesi, Mihály Kálmándi, Csaba Szegedi, Béla Perencz, Lázsló Beöthy-Kiss | CD: Opera Studio MAO001 (trippel-CD)                                                                                       |